# Pierre Lefol
Pour les articles homonymes, voir Lefol.
Pierre Lefol est un homme politique français né le 9 juillet 1852 à Montbard (Côte-d'Or) et décédé le 29 avril 1918 à Montbard.
Cuisinier, puis hôtelier à Montbard, il est conseiller d'arrondissement, maire de Montbard et député de la Côte-d'Or de 1910 à 1918, inscrit au groupe Républicain socialiste.

## Source bibliographique
- « Pierre Lefol », dans le Dictionnaire des parlementaires français (1889-1940), sous la direction de Jean Jolly, PUF, 1960 [détail de l’édition]